# Clair-obscur Saxophonquartett
Clair-obscur ist ein 1997 gegründetes Saxophonquartett, das in Berlin ansässig ist.

## Geschichte
Während ihres Studiums an der jetzigen UdK Berlin lernten sich die vier Saxophonisten kennen. Fasziniert von den musikalischen und klanglichen Dimensionen, die das Saxophonquartett ermöglicht, versuchten die jungen Musiker diese Vielseitigkeit auszuleben und ihrem Publikum zugänglich zu machen.
Neben den großen klassischen Werken, wie beispielsweise Alexander Glasunows Saxophonquartett, spielen sie Transkriptionen aus verschiedenen Jahrhunderten. Diese Arrangements (meist erstellt vom Tenorsaxophonisten des Ensembles Christoph Enzel) wurden auch veröffentlicht.
Ein weiterer Schwerpunkt ihres Repertoires liegt in der Neuen Musik: einerseits durch ihre individuelle Interpretation bestehender Werke, aber auch in Zusammenarbeit mit Komponisten mit dem Ziel das Repertoire des Saxophons zu erweitern.
Das clair-obscur Saxophonquartett spielte im Dezember 2005 in der New Yorker Carnegie Hall und ist Preisträger folgender Wettbewerbe:
- Gaudeamus International Music Competition 2007[1]
- Internationaler Kammermusikwettbewerb des ADMC Illzach 2007[2]
- Alice Samter Kammermusikwettbewerb der UdK Berlin[3]

Die Musiker unterrichten an verschiedenen Hochschulen und vermitteln ihr Wissen bei internationalen Meisterkursen.
Seit 2015 hat clair-obscur eine eigene Konzertreihe im Ballhaus Berlin. Unter dem Motto „clair-obscur trifft...“ laden sie zu jedem Konzert andere Gäste, bisher u. a. Stefan Schulz (Bassposaunist der Berliner Philharmoniker), die ungarische Jazzmusikern Veronica Harcsa, the Junk-e-Cat, die Schauspieler Boris Aljinovic und Rolf Becker und die Pianistin Elisaveta Blumina.

## Besetzung
- Jan Schulte Bunert, Sopransaxophon
- Maike Krullmann, Altsaxophon
- Christoph Enzel, Tenorsaxophon
- Kathi Wagner, Baritonsaxophon

## Diskographie
- Anglosax (Co; 2001)
- Clair Obscur (Solo Musica; 2004)
- Sounded (Co; 2006)
- Der Karneval der Tiere & Die Küchenrevue (O-Ton-Produktion Hörbuchverlag; 2006)
- Cool Rhythm (Solo Musica; 2010)
- Berlin Counterpoint (Solo Musica Sony Music; 2014)
- Wer ist der Mächtigste auf Erden. Kinderbuch+CD (Nord Süd Verlag, 2014)
- Images and Mirrors. Works for wind band and saxophone (Genuin; 2016)
- Kdo Je Na Stete Nejmocnejsi. CD für Kinder in tschechischer Sprache (Radioservis; 2016)
- Wagner Impressionen. DVD (audiotransit; 2017)
- Paul Hindemith: Works for Saxophone. (Wergo; 2017)
- Eclectic Music Extravaganza: Music by Gene Pritsker (Naxos/Composers Concordance; 2018)
- Enjott Schneider: clair-obscur – colors of saxophones (Wergo; 2019)
- Nikolai Kapustin: His music for saxophones (Capriccio/Deutschlandradio; 2020)
- Astor Piazzolla: Memorias - Memories in 6 Tableaux (Avi-Service 2021)
- Christian Biegai:clair-obscur – Quartett - Single (2024)